# مايك ديلون (لاعب كرة قدم)
مايك ديلون (بالإنجليزية: Mike Dillon) هو لاعب كرة قدم بريطاني، ولد في 29 سبتمبر 1952 في هايغيت في المملكة المتحدة. لعب مع توتنهام هوتسبير وسويندون تاون ونادي ميلوول ونيويورك كوسموس.